# Barto von Löwenigh

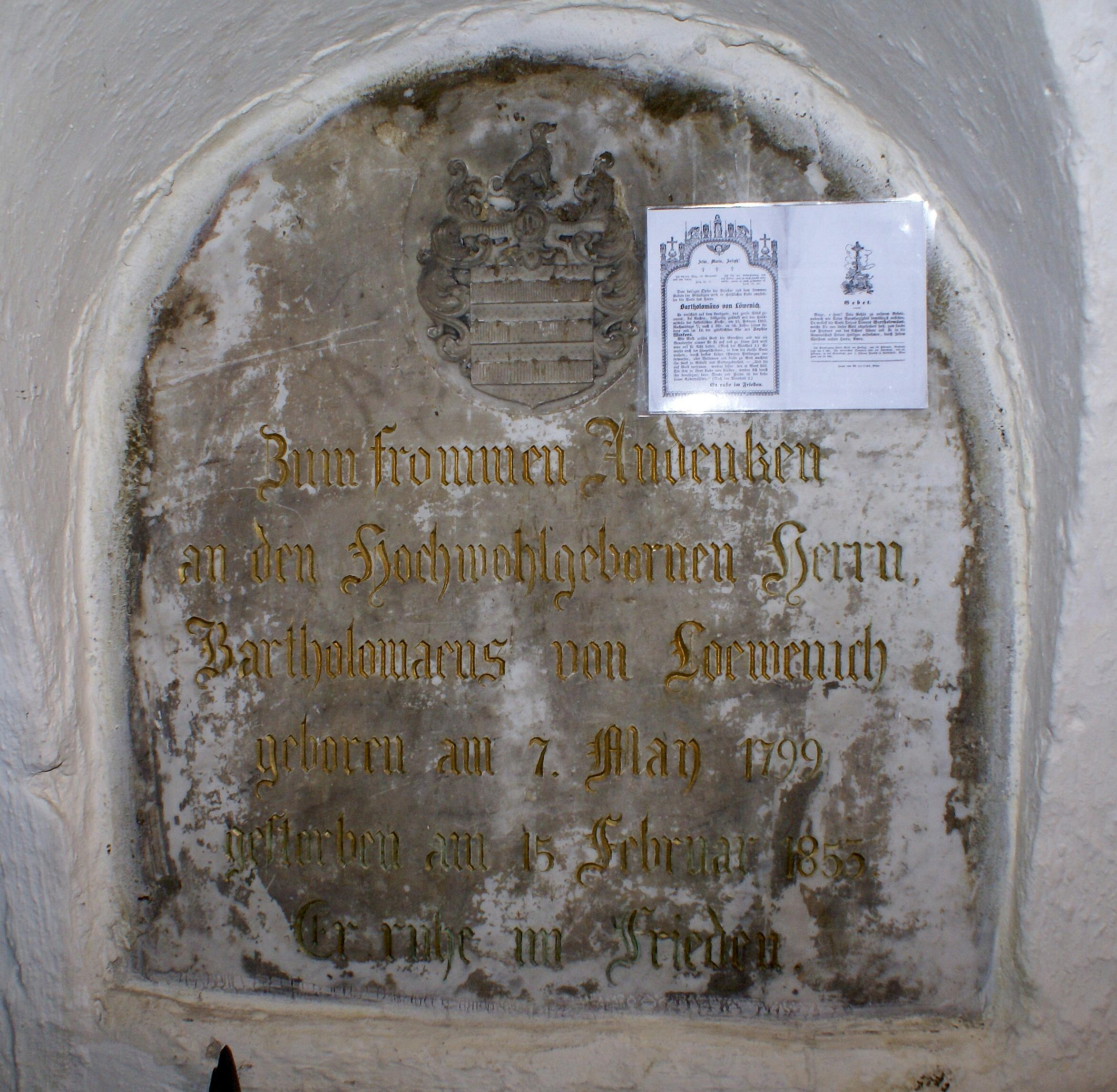
Grabplatte Barto von Löwenigh im Totenkeller von St. Johann

Bartolomäus „Barto“ von Löwenigh, weitere Schreibweisen Barto von Loevenich, Barto von Lövenich und Barto von Löwenich (* 7. Mai 1799 in Burtscheid; † 15. Februar 1853 ebenda) war ein deutscher Politiker und Polarreisender.

## Leben
Von Löwenigh stammte aus dem Burtscheider Zweig einer hauptsächlich in Aldenhoven ansässigen Familie von Tuchfabrikanten und Textilindustriellen und war der Sohn des Bartholomäus von Lövenich (1762–1802) und der Caroline Murrey (1774–1842) sowie Neffe des Tuchfabrikanten Peter von Loewenich. Er war zunächst als Kreissanitätskommissar tätig und amtierte vom 27. Juli 1829 bis Oktober 1834 als Bürgermeister von Burtscheid, einer damals selbstständigen Gemeinde nahe Aachen; sie wurde 1897 nach Aachen eingemeindet. Nach der Spitzbergen-Reise war von Löwenigh wieder als Bürgermeister seiner Heimatgemeinde tätig. Nach dem Ende der Amtszeit lebte er als Privatgelehrter bis zu seinem Tod in Burtscheid. Barto von Löwenigh fand seine letzte Ruhestätte im Totenkeller unter der Pfarrkirche St. Johann in Burtscheid.

## Reise nach Spitzbergen
Löwenigh reiste 1827 nach Norwegen und lernte in Trondheim (damals Drontheim) den norwegischen Geologen und Mineralogen Baltazar Mathias Keilhau kennen. Dieser lud ihn ein, mit weiteren sieben Teilnehmern an einer Expedition nach Spitzbergen mitzuwirken. Sie erreichte von Hammerfest aus im Spätsommer 1827 die Bäreninsel und danach den südlichen Teil Spitzbergens (norwegisch Svalbard), wo die Mannschaft etwa vier Wochen lang Boden-, Eis- und Wetterverhältnisse untersuchte.
Von Löwenigh veröffentlichte seine Reiseerlebnisse und die Erkenntnisse daraus 1830 in drei längeren Briefen, Keilhau in einem Buch. Diese Berichte gehören zu den ersten wissenschaftlichen Abhandlungen über die Verhältnisse auf diesen Inseln. Sie machten auch auf die Kohlevorkommen auf Spitzbergen aufmerksam.

## Benennung
Nach ihm ist das Kapp Löwenigh an der Südküste der Insel Edgeøya benannt, zu der auch die davon westlich gelegene Keilhau-Bucht gehört.